# Un banc, un arbre, une rue
"Un banc, un arbre, une rue" ("Um banco, uma árvore, uma rua), foi a canção vencedora do Festival Eurovisão da Canção 1971, interpretada em francês por Séverine em representação do Mónaco. Foi a terceira a ser interpretada na noite do evento, a seguir à canção maltesa "Marija l-Maltija" e antes da canção suíça "Les illusions de nos vingt ans", interpretada pela banda Peter, Sue & Marc. Terminou em primeiro lugar, recebendo um total de 128 pontos. Curiosamente, a cantora afirmou que nunca visitou o Mónaco, nem antes nem depois do Festival Eurovisão da Canção.
Séverine gravou esta canção também em inglês: "Chance in time", alemão:"Mach die Augen zu (und wünsch dir einen traun" e italiano, "Il posto". Em 1971, a cantora finlandesa, Carola Standertskjöld gravou a sua versão em finlandês, "Penkki, puu ja puistotie".

## Autores
- Letra: Yves Dessca
- Compositor: Jean-Pierre Bourtayre
- Orquestrador: Jean Claude Petit

## Letra
A canção é uma balada, com a letra dando foco à perda da inocência e as pessoas à procura dos seus sonhos. Foi acompanhada por quatro jovens no coro. Durante a semana anterior ao evento, Séverine cantou a canção numa praça de uma cidade, primeiro caminhando para um banco, depois sentada cantou os versos do meio e terminou a canção caminhando fora do foco da máquina fotográfica.